# Steven Vanackere
Steven Vanackere (ur. 4 lutego 1964 w Wevelgem) – belgijski i flamandzki polityk, wicepremier Belgii oraz minister spraw obywatelskich, przedsiębiorstw publicznych i reform instytucjonalnych w latach 2008–2009, minister spraw zagranicznych w latach 2009–2011, wicepremier i minister finansów w latach 2011–2013.

## Życiorys
Urodził się w prowincji Flandria Zachodnia. W 1987 ukończył prawo (licencjat) na Katholieke Universiteit Leuven, a rok później nauki ekonomiczne (licencjat) na tym samym uniwersytecie. Jest żonaty, nie ma dzieci.
Po studiach, w latach 1987–1988, pracował jako attaché w KBC Bank. Od 1988 do 1989 był doradcą CEPES (Centrum Nauk Politycznych, Ekonomicznych i Społecznych). Od 1990 do 1991 pełnił funkcję doradcy przewodniczącego Chrześcijańskiej Partii Ludowej, Hermana Van Rompuya. W latach 1991–1993 był zastępcą szefa gabinetu, a w latach 1995–1999 szefem gabinetu Josa Chaberta, ministra budżetu, finansów i stosunków zewnętrznych Regionu Stołecznego Brukseli. W latach 1993–2000 zajmował stanowisko dyrektora generalnego Portu w Brukseli. Od 2000 do 2005 pełnił funkcję zastępcy dyrektora generalnego STIB/MIVB (Société des Transports Intercommunaux de Bruxelles/Maatschappij voor het Intercommunaal Vervoer te Brussel), publicznego przewoźnika w Brukseli.
Od 13 czerwca 2004 do 27 czerwca 2007 był deputowanym do Parlamentu Flamandzkiego. Od 28 czerwca 2007 do 30 grudnia 2008 zajmował stanowisko ministra opieki społecznej, zdrowia i rodziny w rządzie flamandzkim. Następnie do 25 listopada 2009 pełnił funkcję wicepremiera oraz ministra spraw obywatelskich, przedsiębiorstw publicznych i reform instytucjonalnych w rządzie premiera Hermana Van Rompuya. 25 listopada 2009 objął stanowisko ministra spraw zagranicznych w drugim gabinecie premiera Yves'a Leterme. W 2010 wybrany w skład Izby Reprezentantów.
6 grudnia 2011 został wicepremierem i ministrem finansów w rządzie, na czele którego stanął Elio Di Rupo. Zakończył urzędowanie 5 marca 2013. W 2014, po nieudanym starcie do Europarlamentu, został dokooptowany w skład Senatu.